# 马鲁穆库特鲁山
马鲁穆库特鲁山是马达加斯加北部的一座山峰，最高峰海拔达2,876米，是马达加斯加的最高峰。